# 海端鄉
海端鄉（郡群布農語：Haitutuan）位於中華民國臺東縣西北端，位居高雄、臺東、花蓮三縣市的交接點，為臺東縣的山地鄉之一。北接花蓮縣卓溪鄉，西毗高雄市桃源區，南鄰延平鄉，東銜池上鄉與關山鎮。全境面積約有880平方公里，人口約有4,000多人，每平方公里約4.9人，是臺東縣面積最大、人口密度最低的行政區，是臺灣人口密度最低的鄉，也是臺灣面積第七大、人口密度第二低的鄉鎮市區。
全境地處中央山脈之上，鄉內幾為高山深谷，地勢起伏甚大，有新武呂溪、龍泉溪、加拿溪、崁頂溪等流經鄉境，氣候上屬熱帶季風氣候。族群結構上主要為臺灣原住民族，約佔全鄉人口的95%，並以布農族為最多。經濟產業以農業為主，從事農業人口約佔全鄉就業人口的六成。居民宗教信仰方面，則以基督教和天主教佔多數。

## 歷史
海端鄉為布農族原住民的活動範圍，「海端」係由布農族語「Haitutuan」簡化翻譯而來，意指「三面被山圍繞、一面敞開」的虎口地形，該鄉其實並不臨海。
此地在清領時期便已有新武洛、里瓏山，丹那、大里渡等社。日治時期係劃歸臺東廳關山郡的蕃地。戰後初期為臺東縣里壟鎮（今關山鎮）的一部分，1946年奉准分鄉，設置「海端鄉」至今。

## 人口
根據臺東縣關山戶政事務所及內政部戶政司統計，2024年底海端鄉戶數約1.1千戶，人口約4.3千人，人口密度每平方公里僅約4.9人，是臺東縣人口密度最低的行政區，也是臺灣人口密度第二低的鄉鎮市區。鄉內人口主要集中於東側山腳的沖積扇一帶，人口最多與最少的村分別是海端村與霧鹿村，2024年底兩村人口分別為1,203人與351人。海端鄉人口的年齡構成中，有16.02%是0至14歲人口，72.93%是15至64歲人口，11.05%是65歲以上人口，老化指數約為68.94%，是臺東縣幼年人口佔比最高、老化指數最低的行政區。

## 政治

### 歷任首長
- 第1-2屆余進發
- 第3屆邱新富
- 第4-5屆余納忠
- 第6-7屆黃字務
- 第8屆胡金娘
- 第9-10屆邱春順
- 第11屆黃字務
- 第12-13屆余夢蝶
- 第14-15屆黃春寶
- 第16屆胡新一
- 第16屆余忠義（補選）
- 第17屆余忠義
- 第18-19屆胡金至

### 鄉政組織

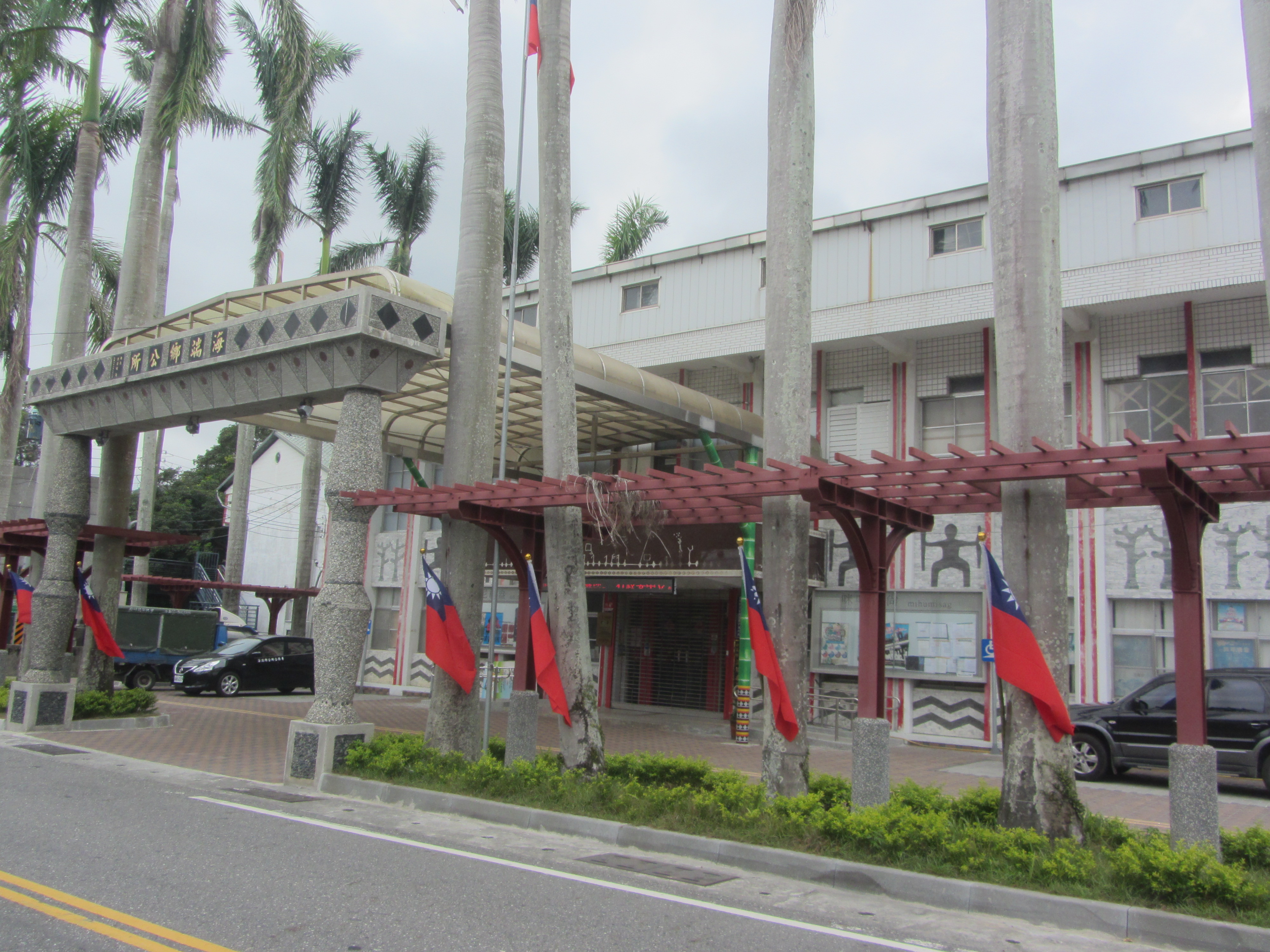
海端鄉公所

海端鄉公所是海端鄉最高層級的地方行政機關，在中華民國政府架構中為鄉自治的行政機關，同時負責執行縣政府及中央機關委辦事項，海端鄉的自治監督機關為臺東縣政府。鄉長由全體鄉民直接選舉產生，任期為四年，可連選連任一次。海端鄉公所並置鄉政會議，為鄉政最高決策機構，在鄉長之下，設有4課2室等6個內部單位及2個附屬機關。
海端鄉民代表會是海端鄉的最高民意機關，代表海端鄉全體鄉民立法和監察鄉政。鄉民代表由公民直選選出，任期為四年，可連選連任。海端鄉民代表會共有7位鄉民代表，分別為第一選區1席鄉民代表、第二選區4席鄉民代表、第三選區2席鄉民代表，主席、副主席由7位鄉民代表互選產生。

### 行政區劃
以下列出的「村」屬於行政區劃，因此村內可能有數個部落。括號內皆為布農語或日語名稱。

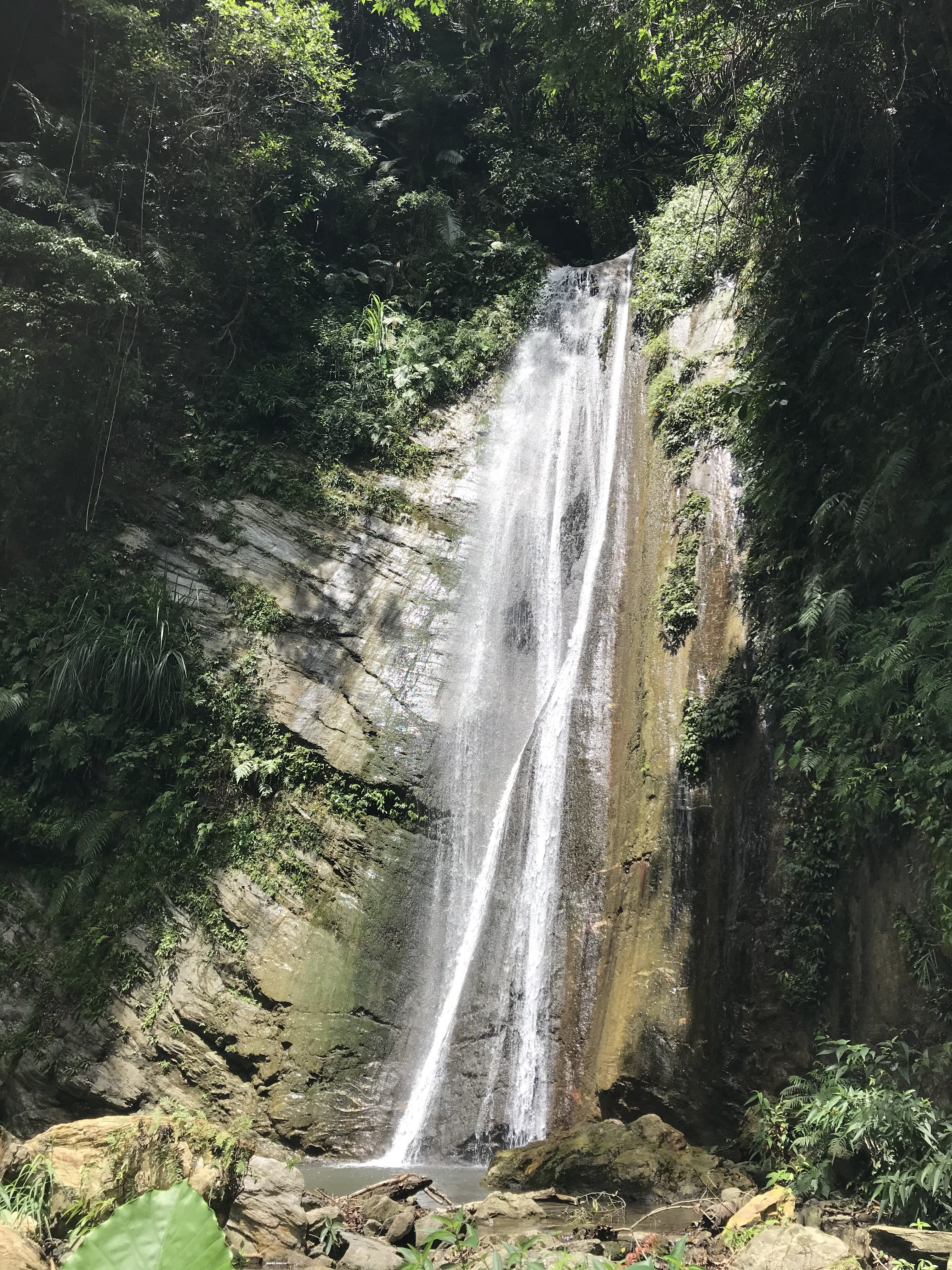
龍泉瀑布

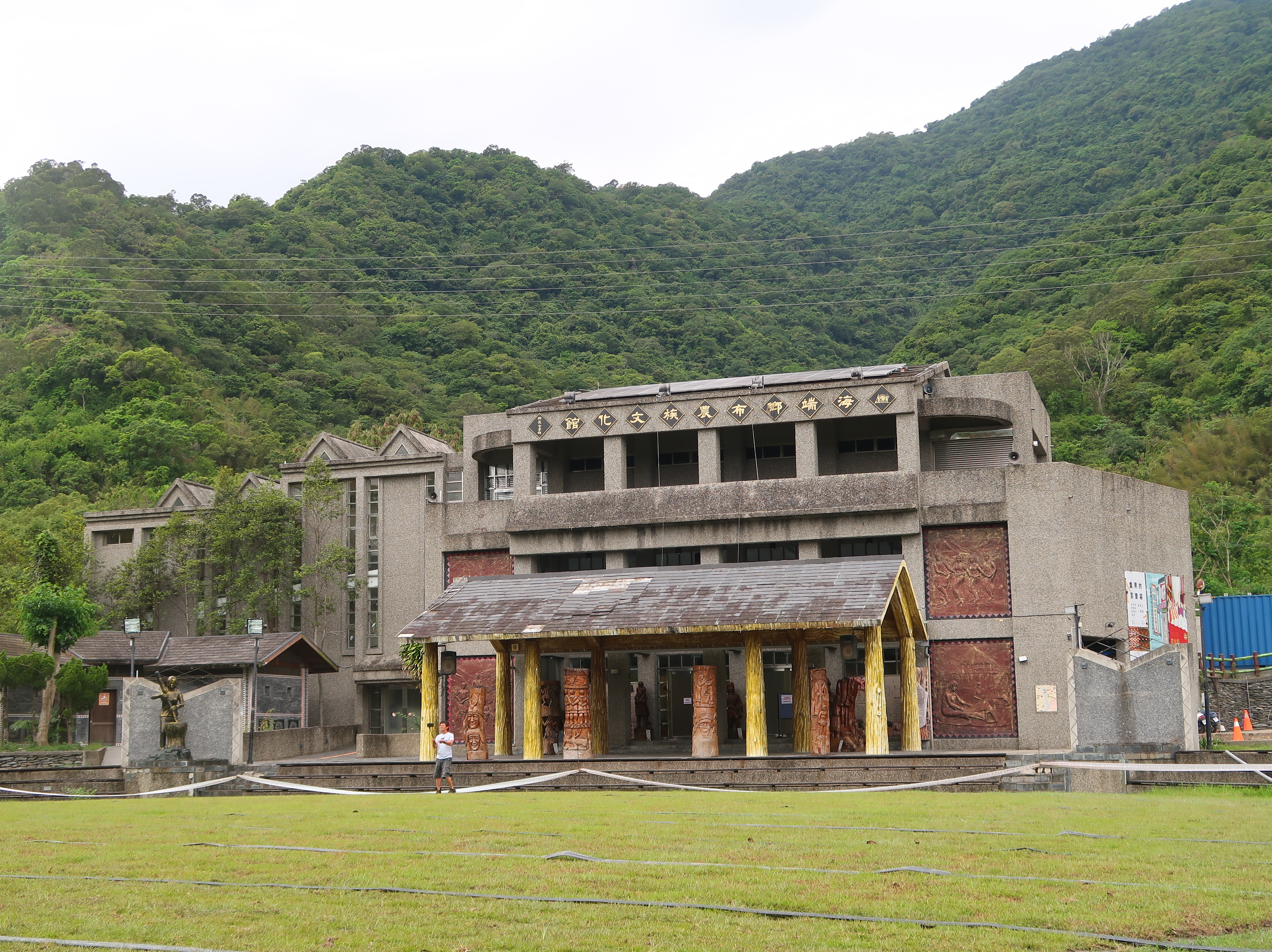
布農族文化館

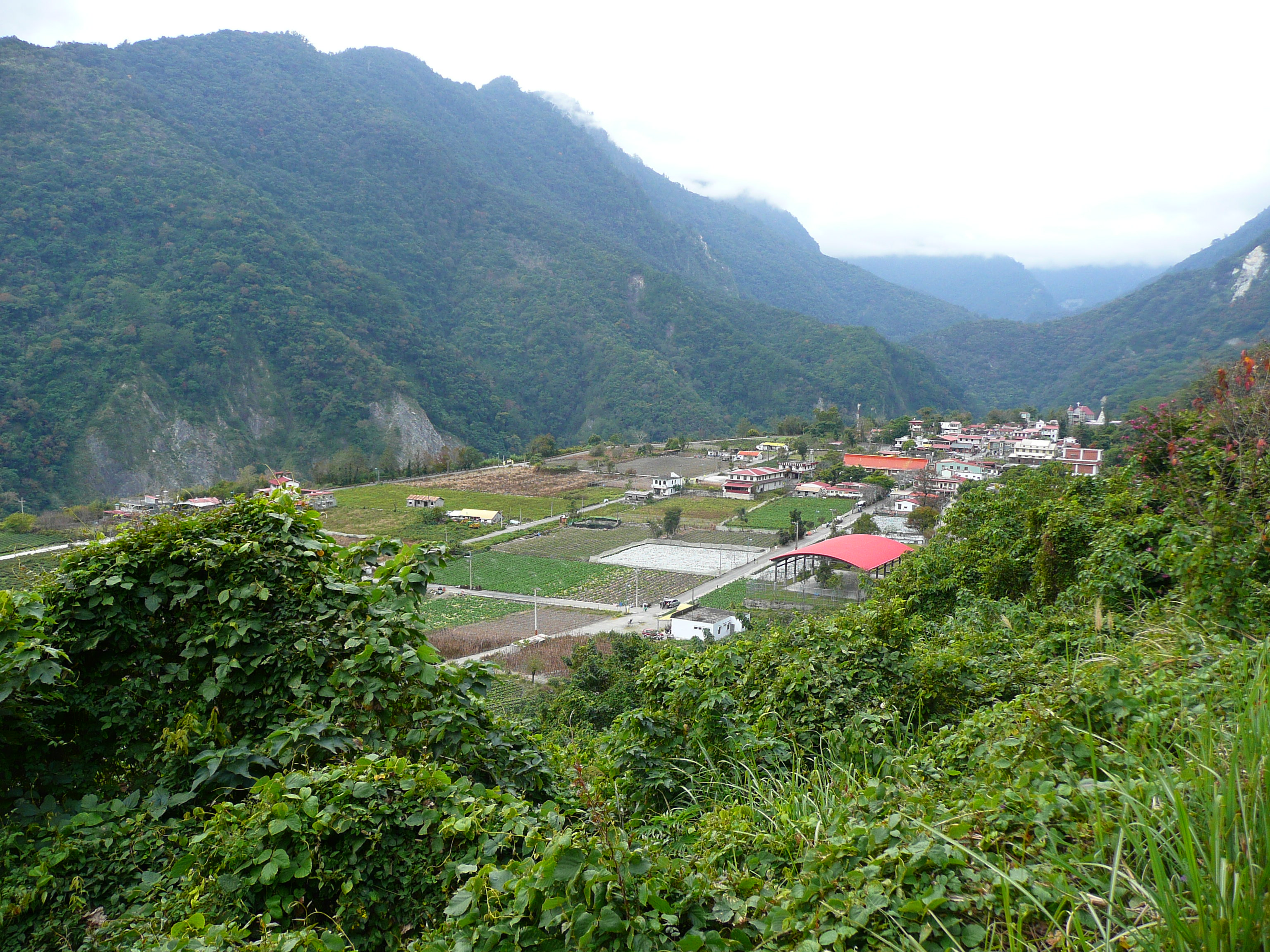
利稻部落

- 廣原村（位於龍泉溪流域）
  - 大埔部落（Tatana，丹那）
  - 龍泉部落（Takimi，瀧見）
  - 錦屏部落（Vangtsu，網綢）
- 海端村（位於新武呂溪下流）：鄉行政中心。
  - 海端部落（Haitutuan，山平）
  - 瀧下部落（Takishita）
  - 初來部落（Sulaiyaz）
  - 新武部落（Samuluh，新武路）
- 霧鹿村（位於新武呂溪中流）
  - 下馬部落（Vahu，下馬谷）
  - 霧鹿部落（Bulbul）
- 利稻村（位於新武呂溪上流）
  - 利稻部落（Litu）
- 崁頂村（位於崁頂溪流域）
  - 紅石部落（Kusunoki，楠）
  - 崁頂部落（Kamcing，里壠山）
- 加拿村（位於加奈鹿溪流域）
  - 加樂部落（Kanaluk，加奈鹿）
  - 加拿部落（Kanahcian，加拿典）

| 海端鄉行政區劃                                    |
| 利 稻 村 加 拿 村 崁 頂 村 霧 鹿 村 廣原村 海端村 |

## 教育

### 國民中學
- 臺東縣立海端國民中學

### 國民小學

#### 廣原村
- 臺東縣立海端鄉廣原國民小學
- 臺東縣立海端鄉錦屏國民小學

#### 海端村
- 臺東縣立海端鄉海端國民小學
- 臺東縣立海端鄉初來國民小學
  - 新武分校

#### 霧鹿、利稻村
- 臺東縣立海端鄉霧鹿國民小學
  - 利稻分校

#### 崁頂村
- 臺東縣立海端鄉崁頂國民小學

#### 加拿村
- 臺東縣立海端鄉加拿國民小學

## 交通

### 公路
- 台20線 （南橫公路）
  - 台20甲線：初來－池上
  - 海端鄉立加油站：是目前全國唯一以公共造產方式的公立加油站。

### 鐵路
臺灣鐵路管理局
- 臺東線：海端車站（越境站名，實際在關山鎮）

## 旅遊景點
| - 中華民國農業部 - 關山臺灣海棗自然保護區 - 林保署臺東分署向陽國家森林遊樂區 - 林保署關山野生動物重要棲息環境 - 臺東縣政府 - 新武呂溪魚類保護區 - 臺東縣海端鄉公所 - 布農族文化館 - 圖書館 - 天龍吊橋 | - 霧鹿砲台 - 霧鹿峽谷 - 卑南主山 - 嘉明湖 |

## 特產
| - 水稻 - 玉米 - 小米 | - 紅豆 - 茶葉 - 水蜜桃 |

## 外部連結
- 海端鄉公所